# FIFA 10
FIFA 10 (FIFA Soocer 10 у Северној Америци) је 17. наслов у FIFA серији фудбалских видео игара ЕА Sports . Развио га је ЕА Canada, а издао га је Electronic Arts  широм света под ознаком ЕА Sports. Објављен је 2. октобра 2009. у Европи, 1. октобра у Аустралији и 20. октобра 2009. у Северној Америци. Доступна је за PlayStation 3, Xbox 360, Microsoft Windows, PlayStation 2 и Wii. Ручне верзије игре такође су објављене за iOS, Nintendo DS, PlayStation Portable и мобилне телефоне.

Демо верзија FIFA 10 појавила се на Xbox 360, PlayStation 3 и PC-u  10. септембра у Европи, 11. септембра у Аустралији и 17. септембра у Северној Америци. Тимови који су тада били доступни су били Chelsea, Barcelona, Juventus, Bayern Munich, Marseille и Chicago Fire. Стадиони који су коришћени у демонстрацији били су Wembley Stadium  (верзија Xbox 360) и FIWC Стадиум (верзија PlayStation 3). Демо је понудио пријатељске утакмице са половином трајања три минута у стварном времену. Поред тога што игра пријатељску утакмицу, демонстрација омогућава корисницима да постављају креиране видео записе и постављање слика на  ЕА Football World. Ознака игре је „Колико може фудбал да добије?“ И „Let’s FIFA 10“. Коментар је доступан на 12 различитих језика, а сваки језик има око 25.000 фраза. На енглеској верзији су британски коментатори Martin Tyler и , док су Clive Tyldesley иAndy Gray још увек постали коментатори у PC, PS2, Wii и PSP.
FIFA 10 је друга верзија игре која спонзорише фудбалски клуб. Упоредо са фудбалским часописом FourFourTwo, FIFA 10 су ко-спонзор енглеског клуба League One club  Swindon Town. FIFA 10 логотип се појављује на предњој страни мајице екипе и на полеђини домаће мајице. То је прва FIFA игра од FIFA 07, која је спонзорирала Accrington Stanley за сезону 2007–08.

## Manager Mode
Могућности
Режим менаџера омогућава играчу да преузме одговорност за било који клуб у било којој од FIFA 10 лига.
Режим менаџера је преправљен за FIFA 10, због многих претходним питањима и критикама. ЕА је тврдила да је у верзијама PlayStation 3 и Xbox 360 направљено преко 50 кључних побољшања.

## Changes to Gameplay
„Тотално фудбалско искуство“ је нова функција у којој су видљиве фудбалске вести из целог света менаџерског режима, укључујући трансфере играча, распоред и резултате у страним лигама. Нови „помоћник менаџера“ може се користити за бригу о саставу тима и за ротацију састава на основу важности предстојећег меча. На пример, ако је следећи меч против екипе са ниском оценом, он ће се побринути да играчи који нормално играју на клупи започну меч. Предсезонске пријатељске представе представљене су Xbox 360 и PlayStation 3 верзије игре, као шанса за поравнање било каквих повреда у тимском саставу пре него што домаћа сезона почне.
Резултати за симулиране мечеве се више заснивају на снази тима и не изгледају као "случајни" као што је то био случај у прошлости. То резултира реалнијим перформансама и елиминише случајеве када би се јачи клубови борили против испадања и клубови са слабијим играчима освајали лигу. Клубови који нису играчи такође сада ротирају играче чешће на основу фактора као што су умор, форма играча и релативни значај меча, тако да се састав за врхунски тим у раним рундама домаћег купа може састојати од мање способних и млађих играчи за разлику од састава пуних снага. Имена "генеричких" стадија могу се мењати у режиму менаџера да одражавају име домаћег терена играча играча.

## Players
Играчи
„Систем искуства и раста играча“ се променио. Укинут је ручни раст искуства из FIFA 08 и FIFA 09; раст играча ће се сада одредити перформансама у игри, захтевима који се постављају играчу и постигнућима на основу играчеве позиције. Постоје три категорије за стицање искуства: "ментално", "физичко" и "вештина". Млађи играчи с већим потенцијалом много брже ће стећи искуство, а сваки играч ће имати индивидуалну тачку раста, што заузврат обећава аутентичније обрасце раста играча.
У режиму менаџера имплементирана је функција „Live Season“, при чему се „образац“ играча диже и пада на основу перформанси (унутар самог менаџерског режима, а не из стварног света). Он ће добити привремено вишу или нижу оцену заједно са привремено вишом или нижом статистиком, да би то одразио.

## Virtual Pro
"Virtual Pro" омогућава играчу да створи фудбалера и води га кроз четири сезоне Be a Pro сезона, укључује га у каријеру менаџерског режима, користи га у режиму Kick off, турнир и Lounge mode, као и коришћење у Арени . Game Face је такође додан у FIFA 10 као у осталим ЕА Sports играма, где играчи могу да праве своје Game Face на мрежи на easports.com или easportsfootball.co.uk, а затим их преузму у игру. Једном када се створи лик Лице за игру, он се може применити на играча у игри. Лица се могу у било којем тренутку промијенити на вебу. Лице игре користи се као аватар играча у онлајн игрању. Играчи такође могу да повећају атрибуте својих играча и особине играча, прославе, а дрес може да се откључа како би играч био реалан и јединствен. Направљени играч такође се може повести на мрежу да игра са пријатељима у режиму Fifa Clubs.

## Ultimate Team
ЕА Sports је 1. децембра 2009. године објавио да ће проширење режима игре Ultimate Team које је уведено у FIFA 09 бити објављено у фебруару 2010. године за верзије игре PlayStation 3 и Xbox 360. Као и претходна верзија, начин рада омогућава стварање прилагођеног тима на основу колекције различитих врста карата. Проширење је објављено 25. фебруара 2010., [цитирано потребно] и представило је нове PlayStation Network Трофеје и Xbox Live Achievements за FIFA 10. Кошта 400 MS бодова / $ 4,99 / € 4,99 / £ 3,99.
Режим је ажурирање Ultimate Team модуса из FIFA 09. Корисници који су били у власништву оригиналног Ultimate Team добили су два бесплатна пакета злата након што су створили свој тим, заједно са датумом испод имена екипе како би показали годину оснивања тима. Као и оригинал, сваки тим добија цео тим играча, за почетак, заједно са стадионом, амблемом и прибором за дома и у гостима. Нови играчи, особље и предмети могу се купити од шест доступних различитих врста паковања, подељених у три категорије (злато, сребро и бронза) или трговањем са другим корисницима давањем понуда за картице које одлуче да продају, нудећи им понуде или куповину њих за одређену цену. Валута у игри су новчићи који се додељују за играње игара, играње на турнирима или трговину са другим корисницима. Кованице са бонусима додељују се за испуњавање различитих захтева, као што су победа у игри, додељивање играча утакмице и за поседовање и прецизност преноса. Пакети за Ultimate Team још увек имају основне бронзане пакете (500 новчића), сребрне (2500 кованица) и златне (5000 кованице), али сада имају и бонус пакет у свакој категорији, звани Премиум пакети, који коштају мало више новчића ( Бронза кошта 750, сребро 3250, а злато 7500), али давање 3 ретке карте, уместо 1 дате у основним паковањима.
Као и стари Ultimate Team, играчи добијају уговоре. Играчи који истекну уговори чине се недоступнима док уговор не буде примењен на њих, уместо да их уопште уклоните из тима. Уговори се могу наћи у пакетима или купити у одељку за трговање. За разлику од старог Ultimate Team, играчи сада могу да складиште неограничен број играча, стадије, чланове особља, комплете и амблеме, које могу користити кад год морају. Одељак Трговање је такође побољшан, омогућавајући боље претраживање и листу праћења, да бисте пратили одређене ставке.

## League and Teams
Лиге и тимови
У игри је 30 лига и преко 500 тимова, као и 41 национални тим. Ново у FIFA 10 је руска Премиер лига, која није представљена у верзијама PlayStation 3 и Xbox 360.  За разлику од претходних верзија FIFA, Холандија је укључена као потпуно лиценцирани национални тим. [ Због промоције / испадања и осталих лигашких експанзија, постоји 46 тимова који нису били укључени у FIFA 09, укључујући 25 који се никада раније нису појавили у FIFA утакмици. 
FIFA 10 има 41 тим у својој међународној дивизији. Најистакнутије искључење је Јапан (који се пласирао у 16. коло 2002. на Светском купу и Светском купу 2010., али чија лиценцна права тренутно припадају Konami). Следећи међународни тимови могу се играти на конзолама тренутне генерације. Али нису све екипе у потпуности лиценциране, нпр. Јужна Африка и Русија.

## Covers
Omot
Свака регионална верзија FIFA 10 садржи различите играче на насловној страни, а WayneRooney је на већини. Верзија и за Ирску и за Уједињено Краљевство садржи Theo Walcott, Frank Lampard и Wayne Rooney на насловници;  на аустралијској насловници су Wayne Rooney и Tim Caihill,  на новозеландском омоту су Wayne Rooney и и Frank Lampard, Немачки омот садржи Bastian Schweinsteiger и Wayne Rooney;  на италијанском омоту су Ronaldinho и Giorgio Chiellini;  на француском омоту су Steve Mandanda, Karim Benzema и Guillaume Hoarau, у шпанском омоту су Karim Benzema и Xavi; у пољској верзији су Wayne Rooney и Robert Lewandowski; у португалској верзији налазе се Frank Lampard и Simao; у мађарској верзији су Wayne Rooney и Balazs Dzsudzsak;, а у северноамеричкој верзији Frank Lampard, Cuauhtemoc Blanco и Sacha Kljestan. Позадина европских верзија је белгијски стадиум Stade Maurice Dufrasne.